# Festival de Cinema de Woodstock
O Festival de Cinema de Woodstock é um festival de cinema realizado anualmente nas cidades nova-iorquinas de Woodstock, Rosendale, Rhineback, Saugerties e Kingston. Foi fundado em 2000 pelos cineastas Meira Blaustein e Laurent Reijto, com o objetivo de levar obras cinematográficas à região do Vale do Hudson.
O festival entrega o Prêmio Honorário Maverick a atores e cineastas de destaque. Susan Sarandon, Kevin Smith, Woody Harrelson, Steve Buscemi, Richard Linklater e Tim Robbins, entre outros, receberam este prêmio.

## Prêmios concedidos
- Prêmio Honorário Maverick
- Melhor longa-metragem
- Melhor documentário
- Melhor curta documentário
- Melhor curta estudantil
- Melhor cinematografia
- Melhor edição
- Melhor curta animado
- Prêmio da audiência